# رباعي الثيونات

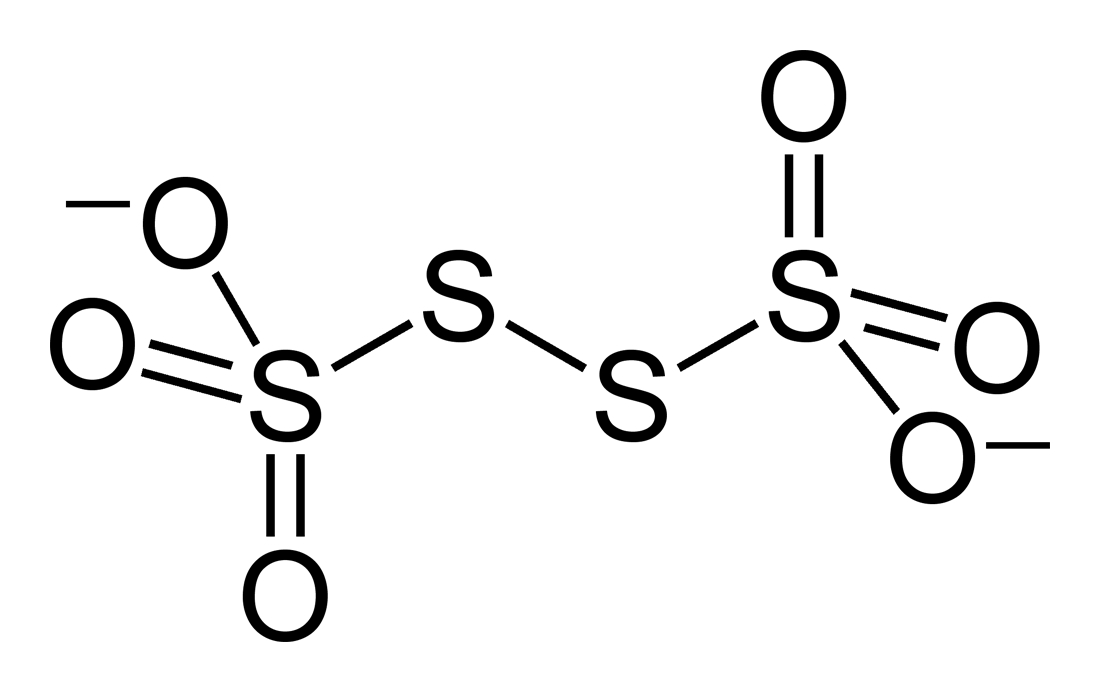
بنية أنيون رباعي الثيونات

رباعي الثيونات هو أنيون أكسجيني للكبريت صيغته 2-S4O6، وهو ملح حمض رباعي الثيونيك، وهو أحد أحماض متعددة الثيونيك.

## التحضير
تحضر أملاح رباعي الثيونات من أكسدة أملاح الثيوكبريتات الموافقة باستخدم مؤكسد لطيف مثل اليود؛ كما هو الحال عند تشكل مركب رباعي ثيونات الصوديوم من ثيوكبريتات الصوديوم:
{\displaystyle {\ce {2 Na2S2O3 + I2 -> Na2S4O6 + 2 NaI}}}

## البنية
تتوضع ثلاث ذرات من الكبريت في بنية رباعي الثيونات على حواف مكعب، كما هو موضح بالشكل

## مركبات
من أشهر مركبات رباعي الثيونات المعروفة هو مركب رباعي ثيونات الصوديوم Na2S4O6.